# Bükeç, Gürpınar
Bükeç là một xã thuộc thành phố Gürpınar, tỉnh Van, Thổ Nhĩ Kỳ. Dân số thời điểm năm 2011 là 14 người.Viện thống kê Thổ Nhĩ Kỳ|